# Ploska mogila
Ploska mogila (bulgariska: Плоска могила) är ett distrikt i Bulgarien.   Det ligger i kommunen Obsjtina Stara Zagora och regionen Stara Zagora, i den centrala delen av landet, 210 km öster om huvudstaden Sofia.
Trakten runt Ploska mogila består till största delen av jordbruksmark. Runt Ploska mogila är det ganska tätbefolkat, med 52 invånare per kvadratkilometer.